# Krajné
Krajné és un poble i municipi d'Eslovàquia que es troba a la regió de Trenčín.

## Història
La primera menció escrita de la vila es remunta al 1392.

## Demografia
| Godina             | 1994 | 2004   | 2014   | 2024   |
| ------------------ | ---- | ------ | ------ | ------ |
| Nombre de persones | 1811 | 1664   | 1556   | 1405   |
| Diferència         |      | −8,11% | −6,49% | −9,70% |

| Godina             | 2023 | 2024   |
| ------------------ | ---- | ------ |
| Nombre de persones | 1422 | 1405   |
| Diferència         |      | −1,19% |